# Сирия на летних Олимпийских играх 2004
Сирия принимала участие в Летних Олимпийских играх 2004 года в Афинах (Греция) в десятый раз за свою историю, и завоевала одну бронзовую медаль. Сборная страны состояла из 6 спортсменов (5 мужчин, 1 женщина), которые выступили в соревнованиях по лёгкой атлетике, боксу, дзюдо, стрельбе, плаванию.

## Медалисты
| Медаль | Имя            | Вид спорта | Дисциплина        |
| ------ | -------------- | ---------- | ----------------- |
| Бронза | Насер Аль Шами | Бокс       | Мужчины, до 91 кг |